# Richard Tomlinson
Richard John Charles Tomlinson (nascido em 13 de janeiro de 1963) é um ex-oficial do serviço secreto britânico (MI6). Ele argumentou que foi demitido sem justa causa do MI6 em 1995 e processou o MI6 num tribunal, por conta da demissão. O MI6 contestou, argumentando que isso violaria a segurança do estado.
Tomlinson foi preso em 1997, com base na Lei de Segredos Oficiais (de 1989), depois de publicar um breve resumo de um livro que estava escrevendo, no qual narra sua carreira no serviço secreto (MI6) para uma editora australiana. Ele cumpriu seis meses de uma sentença de doze meses antes de receber liberdade condicional, quando deixou o país. O livro, chamado The Big Breach ("A Grande Brecha"), foi publicado em Moscou em 2001 (e mais tarde em Edimburgo), e posteriormente publicado no jornal The Sunday Times, em formato de série. O livro detalhou vários aspectos das operações do MI6, alegando que ele empregava um agente duplo no Banco Central alemão e que tinha uma "licença para matar", o que foi posteriormente confirmado pelo chefe do MI6 em uma udiência pública.
Tomlinson então tentou ajudar Mohamed al-Fayed em sua investigação com financiamento privado sobre a morte de Diana, princesa de Gales, e do filho de al-Fayed, Dodi Al Fayed. Tomlinson afirmou que o MI6 havia considerado assassinar Slobodan Milošević, o então presidente da Sérvia, encenando um acidente de carro usando uma poderosa luz estroboscópica para cegar o motorista. Ele sugeriu que Diana e Dodi podem ter sido mortos pelo MI6 da mesma forma. Sir Richard Dearlove, chefe do MI6 na época, admitiu que planos dessa natureza foram elaborados em relação a outro funcionário do Leste Europeu, mas que a proposta foi rapidamente rejeitada pela administração.
Em 2009, o MI6 concordou em permitir que Tomlinson voltasse à Grã-Bretanha, recebesse os royalties de seu livro que estavam bloqueados e que retirasse as  acusações de ameaça. O MI6 também se desculpou por sua conduta injusta em relação a Tomlinson. Funcionários do MI6 foram autorizados a trabalhar em tribunais desde o ano 2000 e podem se sindicalizar desde o ano de 2008. 